# Jane Colebrooková
Jane Colebrooková (* 8. listopadu 1957) je bývalá britská atletka.

## Kariéra
V necelých dvaceti letech se na jaře 1977 stala halovou mistryní Evropy v běhu na 800 metrů. Zároveň si přitom vytvořila svůj osobní rekord na této trati časem 2:01,12. V závěru své kariéry v roce 1985 vybojovala stříbrnou medaili na 800 metrů při premiéře světového halového šampionátu.